# Lutjanus notatus
Lutjanus notatus är en fiskart som först beskrevs av Cuvier 1828.  Lutjanus notatus ingår i släktet Lutjanus och familjen Lutjanidae. IUCN kategoriserar arten globalt som livskraftig. Inga underarter finns listade i Catalogue of Life.